# Assinia inermis
Assinia inermis är en skalbaggsart som beskrevs av Aurivillius 1908. Assinia inermis ingår i släktet Assinia och familjen långhorningar.
Artens utbredningsområde är Kenya. Inga underarter finns listade.